# 卡斯特罗比勒陀里奥

区徽

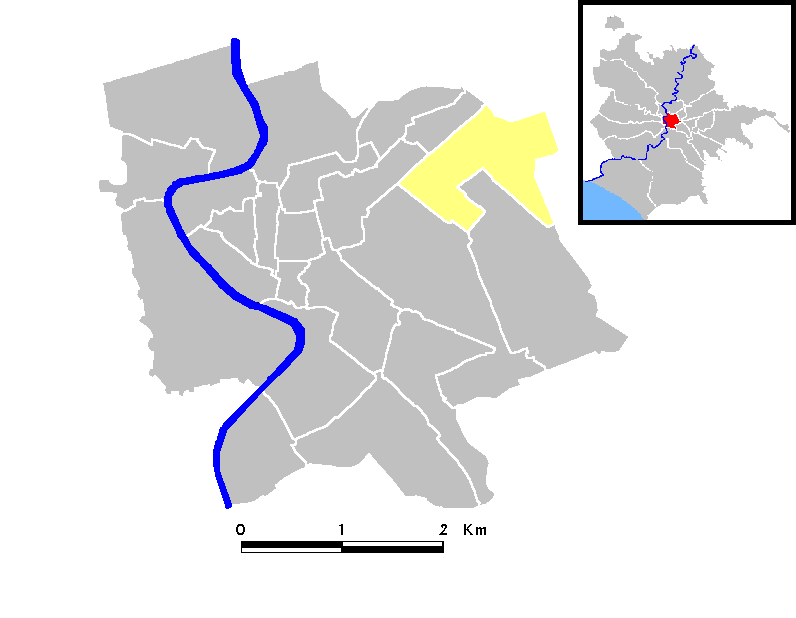
位置

卡斯特罗比勒陀里奥（Castro Pretorio）是罗马的第十八区。其标志是红色背景上的禁卫军卫队的金色图案。该区得名于禁卫军卫队军营废墟，包括在奥勒良城墙。
该区的名胜包括共和国广场以及天使与殉教者圣母大殿。